# Standards & Practices
Standards & Practices è un album del gruppo skate punk Face to Face pubblicato nel 1999 dalla Vagrant Records ed è composto solo di cover di brani realizzati da altri artisti.

## Tracce
1. What Difference Does It Make – 3:42 (The Smiths)
2. Chesterfield King – 3:47 (Jawbreaker)
3. Don't Change – 4:07 (INXS)
4. Sunny Side of the Street – 2:43 (The Pogues)
5. Planet of Sound – 2:06 (Pixies)
6. The KKK Took My Baby Away – 2:31 (Ramones)
7. Heaven – 3:24 (The Psychedelic Furs)
8. Merchandise – 2:59 (Fugazi)
9. Helpless – 2:54 (Sugar)
10. That's Entertainment – 3:12 (The Jam)
11. Planet Earth - 3:48 (Duran Duran)
12. In A Big Country - 3:51 (Big Country)

## Formazione
- Trever Keith - voce - chitarra
- Chad Yaro - chitarra
- Scott Shiflett - basso
- Pete Parada - batteria